# أياز عثمان
أياز عثمان (1993 بالقامشلي في سوريا - )، لاعب كرة قدم سوري ألماني في مركز الوسط. لعب مع دينامو دريسدن ونادي أوسنابروك ويان ريغينسبورغ ونادي كولن 2 ‏ وSC Wiedenbrück ‏.

## وصلات خارجية
- أياز عثمان على موقع اتحاد تركيا (لاعب) (الإنجليزية)
- أياز عثمان على موقع قاعدة بيانات كرة القدم.إي يو (الإنجليزية)
- أياز عثمان على موقع بيانات كرة القدم. دي إي (الألمانية)
- أياز عثمان على موقع ناشيونال فوتبول تيمز (الإنجليزية)
- أياز عثمان على موقع Soccerway.com (الإنجليزية)
- أياز عثمان على موقع عالم كرة القدم.نت (الإنجليزية)